# Maria Pawlikowska-Jasnorzewska
Maria Kossak (Cracovia, Polonia, 1894-Mánchester, Inglaterra, 1945), más conocida  como Maria  Pawlikowska-Jasnorzewska, fue una dramaturga y poetisa polaca, considerada la «poetisa más destacada de la época de entreguerras» (desde el comienzo de Segunda República Polaca hasta la Invasión alemana de Polonia de 1939) y reconocida, póstumamente, y en palabras de Martín de Riquer, por su «extraordinaria originalidad».
Nació en el seno de una familia de figuras relevantes del mundo de la cultura y la política polacas.  Su padre, Wojciech Kossak y abuelo, Juliusz Kossak, fueron notables pintores, al igual que su hermano, Jerzy Kossak, y entre sus demás familiares, su hermana menor, Magdalena Samozwaniec, fue escritora. Su tío, Tadeusz, fue un destacado activista política en la historia de la independencia de Polonia.

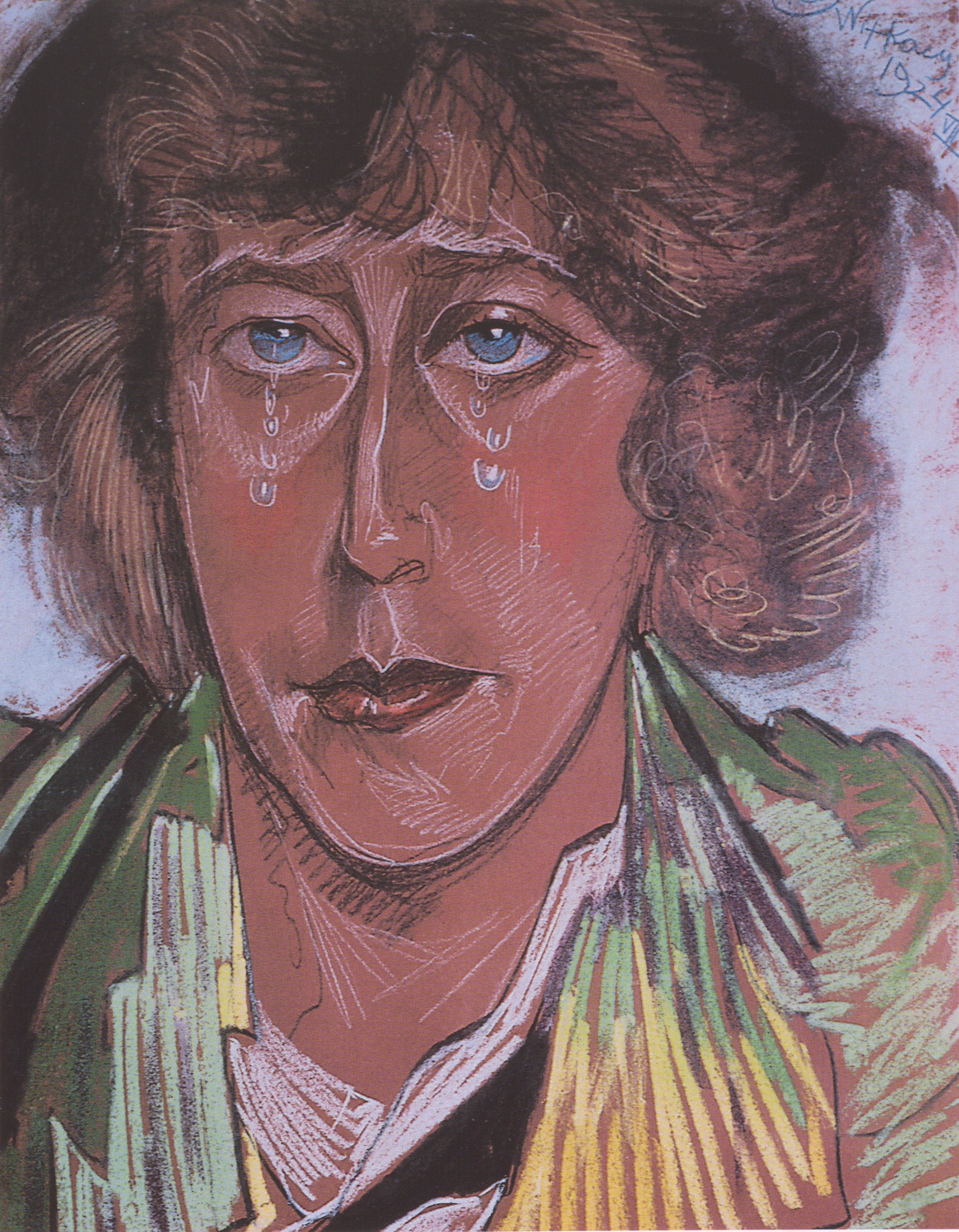
Retrato de Maria Pawlikowska-Jasnorzewska por Witkacy.

## Obra
- Niebieskie migdały, Cracovia 1922
- Różowa magia, Cracovia 1924
- Narcyz 1926
- Szofer Archibald. Comedia en 3 actos, premiere: Varsovia, The New Theatre 1924, publicación: "Świat" 1924 (# 45–52)
- Kochanek Sybilli Thompson. Fantasía futurista en 3 actos, premiere: Cracovia, J. Słowacki Theatre 1926
- Pocałunki, Varsovia 1926
- Dancing. Karnet balowy, Varsovia 1927
- Wachlarz, Varsovia1927
- Cisza leśna, Varsovia 1928
- Paryż, Varsovia 1929
- Profil białej damy, Varsovia 1930
- Egipska pszenica. Obra en 3 actos, premiere: Cracovia, J. Słowacki Theatre 1932
- Mrówki (myrmeis). Obra en 3 actos, premiere: Cracovia, J. Słowacki Theatre 1936
- Referat. Farsa en 3 actos, premiere: TV polaca 1968, publicación: "Dialog" 1979
- Zalotnicy niebiescy. Obra en 3 actos, premiere: Varsovia, The New Theatre 1933, publicación Cracovia 1936
- Surowy jedwab, Varsovia 1932
- Powrót mamy. Comedia en 3 actos, premiere: Varsovia, The New Theatre 1935
- Śpiąca załoga, Varsovia 1933
- Dowód osobisty. Comedia en 3 actos, premiere: Varsovia, The New Theatre 1936
- Nagroda literacka. Comedia en 4 actos, premiere: Varsovia, The New Theatre 1937
- Balet powojów, Varsovia 1935
- Biedna młodość, radioteatro, radio polaca 1936
- Pani zabija pana, radioteatro, radio polaca 1936
- Krystalizacje, Varsovia 1937
- Złowrogi portret, radioteatro, radio polaca 1937
- Baba-dziwo. Tragicomedia en 3 actos, premiere: Cracovia, J. Słowacki Theatre 1938, publicación: "Dialog" 1966
- Dewaluacja Klary. Comedia en 3 actos, premiere: Poznań, Teatro Polski 1939
- Popielaty welon. Fantasia escénica en 9 obrazach, premiere: Varsovia, Teatr Narodowy 1939
- Szkicownik poetycki. Varsovia 1939
- Gołąb ofiarny, poems, Glasgow 1941
- Róża i lasy płonące. Londres, Inglaterra, 1941
- Czterolistna koniczyna albo szachownica. Londres, Inglaterra, 1980

## Galardones
- Golden Laurel of the Polish Academy of Literature (1935)
- Literary prize of the city of Cracovia (1937)